# 10847 Koch
10847 Koch (1995 AV4) là một tiểu hành tinh vành đai chính được phát hiện ngày 5 tháng 1 năm 1995 bởi F. Borngen ở Tautenburg. Nó được đặt tên cho nhà vật lý Robert Koch.